# Lijst van burgemeesters van Dirksland
Dit is een lijst van burgemeesters van de voormalige Nederlandse gemeente Dirksland in de provincie Zuid-Holland. Sinds 1 januari 2013 maakt zij deel uit van de nieuwe gemeente Goeree-Overflakkee.
| Ambtsperiode | Naam burgemeester       | Partij of stroming | Bijzonderheden                                                                              |
| ------------ | ----------------------- | ------------------ | ------------------------------------------------------------------------------------------- |
| 18?? - 1837  | P. Groesbeek            |                    |                                                                                             |
| 1837 - 1850  | B.H. van de Wall        |                    | tevens burgemeester van Onwaard (1850)                                                      |
| 1850 - 1883  | P. Zaaijer              |                    | tevens burgemeester van Onwaard (1850-1857), Melissant (1852-1857) en Roxenisse (1852-1857) |
| 1883 - 1901  | J. Zaaijer Pz.          |                    | tevens burgemeester van Melissant (1877-1901) en Herkingen (1880-1901)                      |
| 1901 - 1917  | C. Zaaijer              |                    | tevens burgemeester van Melissant en Herkingen, later burgemeester van Renkum               |
| 1917 - 1926  | Leendert (L.) de Winter |                    | tevens burgemeester van Melissant en Herkingen, eerder burgemeester van Den Bommel          |
| 1926 - 1945  | D.J. Visscher           | NSB                | tevens burgemeester van Melissant en Herkingen, eerder burgemeester van Scherpenisse        |
| 1945 - 1947  | Evert (E.) Otting       |                    | waarnemend                                                                                  |
| 1947 - 1958  | Dirk van Heyst          | ARP                | tevens burgemeester van Melissant en Herkingen, later burgemeester van Naaldwijk            |
| 1958 - 1983  | Hendrik (H.) Bos        | ARP / CDA          | tot fusie in 1966 tevens burgemeester van Melissant en Herkingen                            |
| 1984 - 1990  | Kees Oversier           | CDA                |                                                                                             |
| 1991 - 2002  | Dirk Boonstra           | CDA                |                                                                                             |
| 2002 - 2012  | Servaas Stoop           | SGP                |                                                                                             |